# 索拉亞棕鱸
索拉亞棕鱸，為輻鰭魚綱鱸形目鱸亞目棕鱸科的其中一種，分布於亞洲印度西孟加拉邦Lish及Tista河流域，為熱帶淡水魚類，體長可達3.2公分，棲息在底中層水域，生活習性不明。

## 擴展閱讀
維基物種上的相關：索拉亞棕鱸